# Solomon (oratorio)

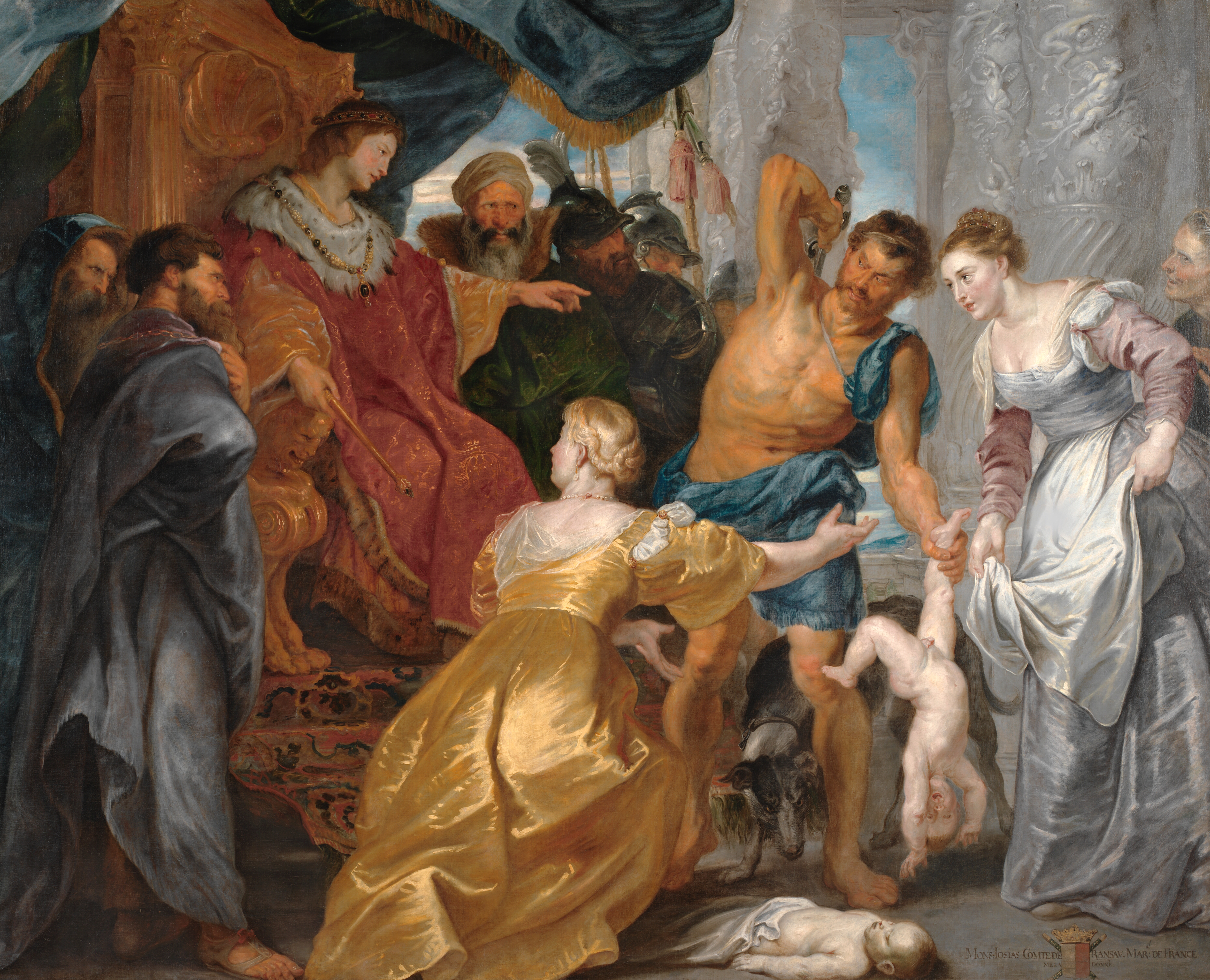
Peter Paul Rubens-Il giudizio di Salomone

Solomon, (HWV 67) è un oratorio in inglese di Georg Friedrich Händel. Il libretto, di anonimo, attualmente si pensa che possa essere stato scritto dal poeta/drammaturgo Moses Mendes (d.1758). La storia si basa sulle storie bibliche del saggio re Salomone dal primo Libro dei Re e dal secondo Libro delle Cronache con materiale aggiuntivo da Antichità giudaiche dello storico antico Flavio Giuseppe. La musica è stata composta tra il 5 maggio e il 13 giugno 1748 e la prima esecuzione ha avuto luogo il 17 marzo 1749 con Caterina Galli nel ruolo della protagonista al Covent Garden Theatre di Londra, dove ha avuto altre due repliche. Händel riprese il lavoro nel 1759.
L'oratorio contiene un brano strumentale breve e vivace per due oboi e archi nel terzo atto, conosciuto come "L'arrivo della regina di Saba", che è diventato famoso al di fuori del contesto del lavoro completo ed è stato eseguito alle Olimpiadi di Londra nel 2012.

## Contesto e analisi

Una immagine del teatro di Covent Garden dove Solomon fu rappresentato per la prima volta

Händel, di origine tedesca, era stato residente a Londra dal 1712 ed aveva goduto di grande successo come compositore di opere italiane. Le sue possibilità di utilizzare testi in inglese per la sua musica in un primo momento erano state abbastanza limitate; aveva trascorso gli anni 1717-1719 come compositore residente presso il ricco Duca di Chandos dove aveva scritto inni per la chiesa e due opere teatrali, Aci e Galatea e Esther e aveva composto la musica vocale per i testi in inglese per varie occasioni reali, tra cui una serie di inni di incoronazione per Giorgio II nel 1727, che ebbe un impatto enorme. Nel 1731, una esecuzione della versione del 1718 di Esther, un lavoro in lingua inglese sulla base di un dramma biblico di Jean Racine, fu dato a Londra senza la partecipazione di Händel e si era dimostrato popolare, in modo che Händel rivide il lavoro e pensò di presentarlo nel teatro dove erano state eseguite le sue opere italiane. Tuttavia il vescovo di Londra non avrebbe permesso un dramma basato su una storia biblica recitata sul palcoscenico e quindi Händel presentò Esther in forma di concerto, dando così vita all'oratorio inglese. Tale fu il successo dei suoi oratori in lingua inglese che alla fine Händel abbandonò l'opera italiana, la sua ultima fu Deidamia nel 1741, e produsse una serie di capolavori di oratori in inglese.
L'opera seria, sotto forma di opera italiana che Händel aveva composto per Londra, era concentrata prevalentemente sulle arie solistiche e sui recitativi per i cantanti famosi e conteneva poco altro, fra l'altro non erano dotate di cori indipendenti. Con gli oratori inglesi Händel ebbe l'opportunità di mescolare arie d'opera in lingua inglese per i solisti con grandi cori del tipo che aveva usato negli inni di incoronazione. Gli oratori hanno trovato un pubblico più ampio tra classi sociali più diversificate del pubblico aristocratico che aveva sostenuto e goduto delle opere italiane di Händel. "Salomone" è stato ampiamente riconosciuto dai commentatori dell'epoca come un elogio per l'Inghilterra di Re Giorgio, con Salomone, re giusto e saggio, che rappresenta il re Giorgio II e il potente, prosperoso regno di Israele, che riflette un simile stato felice dell'Inghilterra, al momento della prima del lavoro, nella visione del suo creatore.

## Dramatis personæ

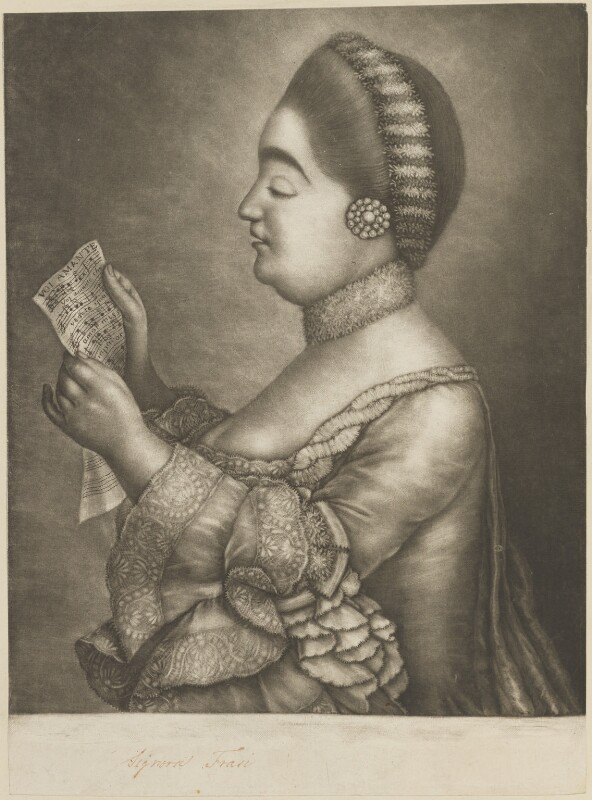
Giulia Frasi, soprano

| Ruolo                            | Voce         | Cast della prima 17 marzo 1749 |
| -------------------------------- | ------------ | ------------------------------ |
| Salomone                         | contralto    | Caterina Galli                 |
| Regina di Salomone               | soprano      | Giulia Frasi                   |
| Nicaule, Regina di Saba          | soprano      | Giulia Frasi                   |
| Prima prostituta                 | soprano      | Giulia Frasi                   |
| Seconda prostituta               | mezzosoprano | Sibilla Gronamann (Mrs Pinto)  |
| Zadok, l'Alto Sacerdote          | tenore       | Thomas Lowe                    |
| Un Levita                        | basso        | Henry Theodore Reinhold        |
| Attendente                       | tenore       |                                |
| Coro di preti, coro di Israeliti |              |                                |

## Trama

### Atto1
L'oratorio inizia con Salomone e la sua gente che celebrano la consacrazione del tempio che egli ha costruito a Gerusalemme. Salomone gioisce della felicità del suo matrimonio, a differenza del biblico Salomone, che si dice avesse avuto centinaia di mogli e concubine e promette di costruire alla sua regina un palazzo per lei.  Essi si esprimono a vicenda il loro amore e si ritirano per la notte mentre brezze di fiori profumati e canti di usignoli li cullano nel riposo.

### Atto 2
La saggezza di Salomone è presentata nella famosa storia biblica delle due prostitute che si contendono lo stesso bambino, ciascuna affermando che è il suo. Salomone si offre di risolvere il caso, dividendo il bambino a metà con la sua spada, ma la vera madre respinge questa soluzione e porge subito il bambino all'altra donna, cosa che Salomone sapeva che una vera madre avrebbe fatto. La prima prostituta e il coro lodano il giudizio di Salomone.

### Atto 3
Nel terzo atto si vede una visita di stato da parte della regina di Saba al regno di Salomone. Il re e il suo popolo la intrattengono con un masque musicale di splendidi cori raffiguranti di volta in volta il "cullante" suono della musica leggera, il desiderio di gloria militare, la disperazione di un amante infelice, e una tempesta che diventa sereno. Tutti celebrano Israele del saggio sovrano Salomone come un'era dell'oro di pace, felicità e prosperità.

## Numeri musicali
| Il terzo atto inizia con la celeberrima Sinfonia conosciuta come "L'arrivo della regina di Saba". "Sinfonia" in questo contesto significa un pezzo puramente strumentale, "Accompagnato" è un recitativo accompagnato dall'orchestra, anziché da soli strumenti del basso continuo, come nei passaggi contrassegnati "recitativo". |

## Caratteristiche musicali
"Salomone" è riccamente orchestrata per gli standard del suo tempo, richiedendo un'orchestra di flauti, oboi, fagotti, corni, trombe, timpani,  archi e strumenti del basso continuo. Molti dei cori grandi e variegati sono in otto parti ("un doppio coro") al posto dei più usuali quattro parti. Il numero finale del primo atto è il coro "May no rash intruder", di solito chiamato il Nightingale Chorus, con flauti che imitano il canto degli uccelli sopra un dolce effetto di fruscio, creato dagli archi suddivisi in numerose parti diverse. Il terzo atto inizia con la celeberrima Sinfonia conosciuta come "L'arrivo della regina di Saba", un pezzo orchestrale brillante e vivace con oboi, che è stato spesso utilizzato al di fuori del contesto degli oratori come un brano processionale.

## Registrazioni
| Anno                            | Cast | Direttore d'orchestra, coro e/o orchestra                                | Etichetta                                                                                |
| ------------------------------- | --- | ------------------------------------------------------------------------ | ---------------------------------------------------------------------------------------- |
| 1950s (?) 2005 digital remaster | John Cameron Elsie Morison Alexander Young Lois Marshall                                                        | Sir Thomas Beecham Beecham Choir Society Royal Philharmonic Orchestra    | EMI 2 CDs 5 86516 2                                                                      |
| 1967                            | Saramae Endich Patricia Brooks Alexander Young John Shirley-Quirk                                               | Stephen Simon Vienna Youth Choir Vienna Volksoper Orchestra              | RCA Red Seal Records, 1968 3 LPs LP LSC 6187                                             |
| 1984                            | Carolyn Watkinson Nancy Argenta Barbara Hendricks Joan Rodgers Della Jones Anthony Rolfe Johnson Stephen Varcoe | John Eliot Gardiner Monteverdi Choir English Baroque Soloists            | Phillips Digital Recording, 1984 3 LPs 289-412612-1 2 CDs 289-412612-2 3 MC 289-412612-4 |
| 1999                            | Andreas Scholl Inger Dam-Jensen Susan Gritton Paul Agnew                                                        | Paul McCreesh, conductor Gabrieli Consort                                | CD:Archiv Produktion Cat:4596882                                                         |
| 2003                            | Michael Chance Nancy Argenta Laurie Reviol Julian Podger Steffen Balbach                                        | Jürgen Budday Maulbronn Chamber Choir Hannoversche Hofkapelle            | K&K Verlagsanstalt, 2004 2 CDs KuK 73 / ISBN 3-930643-73-1                               |
| 2006                            | Mark Padmore Sarah Connolly Susan Gritton Carolyn Sampson                                                       | Daniel Reuss Akademie für Alte Musik Berlin                              | CD:Harmonia Mundi Cat:HMC 901949.50                                                      |
| 2006                            | Ewa Wolak Elisabeth Scholl Nicola Wemyss Knut Schoch                                                            | Joachim Carlos Martini Frankfurt Baroque Orchestra Junge Kantorei        | CD:Naxos Records Cat:8.557574-75                                                         |
| 2007                            | Tim Mead Dominque Labelle Claron McFadden Roderick Williams                                                     | Nicholas McGegan Winchester Cathedral Choir Festspielorchester Göttingen | CD:Carus Cat: CARUS83242                                                                 |

## Nella cultura di massa
Nella prima stagione della serie BBC One Ultimo tango a Halifax, è citato in diversi episodi che Celia Dawson ha scelto "L'arrivo della regina di Saba" per annunciare il suo ingresso al suo matrimonio con Alan Buttershaw. Molte spose chiedono il pezzo come musica per la loro entrata o per l'uscita.